# No mañana
No mañana è un singolo del gruppo musicale statunitense Black Eyed Peas e del cantante dominicano El Alfa, pubblicato il 12 giugno 2020 come terzo estratto dall'ottavo album in studio dei Black Eyed Peas Translation.

## Video musicale
Il video è stato reso disponibile il 13 giugno 2020, un giorno dopo l'uscita del brano.

## Tracce
Testi e musiche di William Adams, Allan Pineda, Jimmy Luis Gomez e Emmanuel Herrera Batista.
1. No mañana – 3:41

## Formazione
Gruppo
- will.i.am – voce
- apl.de.ap – voce
- Taboo – voce

Altri musicisti
- El Alfa – voce

Produzione
- will.i.am – produzione esecutiva, direzione artistica, registrazione, ingegneria del suono, produzione
- Eddie Axley – direzione artistica, design logo, grafica
- Cody Atcher – design logo, grafica
- Po Shapo Wang – grafica
- Ernest Weber – grafica
- Pasha Shapiro – grafica
- Nabil Elderkin – fotografia
- Dylan "3D" Dresdow – registrazione, ingegneria del suono, missaggio, mastering, tracker
- Johnny Goldstein – coproduzione

## Classifiche
| Classifica (2020)     | Posizione massima |
| --------------------- | ----------------- |
| Repubblica Dominicana | 34                |